# Movimiento dos Novos Intelectuais de Angola
El Movimento dos Novos Intelectuais de Angola (MNIA) fue una organización cultural nacionalista angoleña enmarcada en el movimiento Vamos descobrir Angola!, fundada por los escritores angoleños António Jacinto, Humberto da Sylvan y Leston Martins. Esta organización cultural estaba formada por intelectuales de la geração de 50 como Viriato Clemente da Cruz, Maurício de Almeida Gomes, Mário António o Agostinho Neto.

## Historia
El movimiento Vamos descobrir Angola! surgió en la provincia ultramarina del antiguo Imperio portugués denominada África Occidental Portuguesa en un periodo de lucha por la descolonización de África. Fue un movimiento literario y cultural que instaba el sentimiento nacional a través de emblemas como el propio vamos descobrir angola o angolanizar Angola.
Tenía un carácter político y contestatario, marcadamente nacionalista y anticolonial, y que reivindicava el panafricanismo y la negritud a través de la literatura y la poesía. Su objetivo era la creación de literatura propia, de origen angoleño, rompiendo así los lazos con las imposiciones colonialistas de Portugal. Entre otras cosas organizaron la edición de la antología poética Antologia dos novos poetas angolanos en 1950, y de dos números de la revista Mensagem (1951-1952)  junto la asociación Associação dos Naturais de Angola, hasta que fue clausurada por el Gobierno portugués,. Según Joana Passos la revista Mesagem del MNIA llegó a editar 4 números, y se suele confundir con la revista de la Casa dos Estudantes do Império, que también se llamaba Mesagem.
La literatura que realizaban describía las difíciles condiciones sociales de los musseques, los barrios degradados de Luanda, pretendiendo ser portavoz de la población angoleña. Fue uno de los movimientos que dieron origen al partido político independentista MPLA .
En 1950 el MNIA envió una carta a Naciones Unidas pidiendo que se le concediera a Angola el estatuto de protectorado, bajo supervisión de las Naciones Unidas.
A partir de 1957 la asociación Sociedade Cultural de Angola, empezó a editar la revista Cultura con una línea editorial muy cercana a la de Mensagem, situándose como heredera del legado dejado por la primera.